# Regras para a Direção do Espírito
Regras para a direção do espírito (originalmente em latim, Regulae ad directionem ingenii) é uma obra de René Descartes. Este trabalho delineou a base para seu trabalho posterior sobre problemas complexos de matemática, ciência e filosofia. 36 regras foram planejados no total, mas apenas 21 foram realmente escritas. Este trabalho não foi publicado durante a vida do autor. A tradução holandesa apareceu em 1684, e a primeira edição em latim em 1701.

## Regras
I. O objetivo de nossos estudos deve ser o sentido da nossa mente para que ele possa formar juízos sólidos e verdadeiros sobre quaisquer questões que surgem.
II. Devemos nos ocupar apenas com os objetos que nossas capacidades intelectuais são mais competentes em saber com certeza e sem dúvidas.
III. No que se referir a qualquer assunto que nos propomos a investigar, devemos perguntar não o que as outras pessoas têm pensado, ou o que nós mesmos conjecturamos, mas o que podemos perceber clara e manifestamente por intuição ou deduzir com certeza. Porque não há outra forma de aquisição de conhecimento.
IV. O método é necessário para a procura da verdade.
V. O método consiste inteiramente na ordem e disposição dos objetos para que nossa visão mental seja dirigidas, se queremos descobrir qualquer verdade. Vamos cumpri-lo exatamente se reduzirmos as proposições obscuras envolvidos uma por uma para aqueles que são mais simples, e, em seguida, a partir da apreensão intuitiva de todas aquelas que são absolutamente simples, tentar ascender ao conhecimento de todas os outros por etapas precisamente semelhantes.
VI. A fim de separar o que é muito simples do que é complexo e para organizar esses assuntos de forma metódica, devemos, no caso de todas as séries em que se deduziram certos fatos uns pelos outros, perceber o que de fato é simples e para marcar o intervalo, maior, menor ou igual, que separa todos os outros com isso.
VII. Se quisermos nossa ciência para ser completa, os assuntos que promovam o fim que temos em vista uma obrigação e tudo ser examinado por um movimento de pensamento que é contínua e nada interrompido, mas também devem ser incluídos em uma enumeração que é simultaneamente adequada e metódica.
VIII. Se nas matérias a serem examinadas chegamos a uma etapa na série de que nosso entendimento não é suficientemente capaz de ter um conhecimento intuitivo, devemos parar nele. Não devemos fazer nenhuma tentativa de examinar o que se segue, portanto vamos nos poupar de trabalho supérfluo.
IX. Devemos dar toda a nossa atenção para os fatos mais insignificantes e mais facilmente dominados e permanecer um longo tempo na contemplação deles até que estejamos acostumados a ver sua verdade clara e distintamente.
X. Para que o espírito se torne perspicaz, devemos exercitá-lo em procurar o que já foi encontrados por outros, e percorrer metodicamente todas as artes ou ofícios dos homens, desde as menos
importantes, mas sobretudo as que manifestam ou supõem ordem.
XI. Depois da intuição de algumas proposições simples, se delas tirarmos outra conclusão, convém percorrer as mesmas com o pensamento num movimento contínuo, nunca interrompido, refletir suas relações mútuas e conceber distintamente várias coisas ao mesmo tempo, tanto o quanto se puder; efetivamente, é assim que o nosso conhecimento se torna muito mais certo e se aumenta a capacidade de nossa mente.
XII. Finalmente, temos que utilizar todos os recursos do entendimento, da imaginação, dos sentidos e da memória, quer para termos uma intuição distinta das proposições simples, quer para estabelecermos, entre as coisas que se procuram e as conhecidas, uma ligação adequada que as permita ser reconhecidas, ou ainda para encontrar as coisas que entre si se devem comparar, a fim de se não omitir nenhum recurso da criação humana.
XIII. Se compreendermos perfeitamente uma questão, devemos abstraí-la de todo o conceito supérfluo, reduzi-la à maior simplicidade e dividi-la em partes tão pequenas quanto possível, enumerando cada uma delas.
XIV. A mesma regra deve aplicar-se à extensão real dos objetos e propor-se à imaginação com a ajuda de figuras puras e simples; será assim percebida muito mais distintamente pela compreensão.
XV. É sempre útil traçar estas figuras e apresentá-las aos sentidos externos, para que assim seja mais fácil conservar nosso pensamento atento.
XVI. O que não requer a atenção imediata da mente, embora necessário à conclusão, deve ser endereçado por notações muito breves em vez de figuras inteiras; assim a memória não poderá enganar-se nem o pensamento distrair-se enquanto, se aplica a outras deduções.